# Malkinola
Malkinola is een geslacht van spinnen uit de familie hangmatspinnen (Linyphiidae).

## Soorten
De volgende soorten zijn bij het geslacht ingedeeld:
- Malkinola insulanus (Millidge, 1991)